# 월사집 목판
월사집 목판(月沙集 木板)은 경기도 가평군 상면에 있는 조선시대의 목판이다. 1988년 3월 21일 경기도의 유형문화재 제133호로 지정되었다.

## 개요
조선 중기의 문신이며, 4대 문장가의 한 사람인 월사 이정구(1564∼1635)의 문집을 간행하기 위해 만든 목판으로, 모두 947판이다.
이정구는 어려서부터 문장에 남다른 재능을 보이기 시작하였다. 선조 23년(1590) 문과에 급제하여 진주부사, 대제학, 병조와 예조의 판서, 우의정과 좌의정을 지냈다. 그는 스스로의 임무를 조정의 관리로서 맡은 바를 다하는 것이라 여겼으며, 정통적인 사대부문학의 모범을 보인 대가였다. 
『월사집』은 인조 14년(1636)에 공주에서 처음 간행되었으나 병자호란으로 없어지고, 숙종 14년(1688)에 이정구의 손자 이익상이 원집과 부록 68권을 경상도 감영에서 발행하였다. 숙종 46년(1720) 증손자 이희조가 별집 7권을 간행하였다. 
이 책판은 원래 대구 용연사에 보관되어오다 1928년 옥천으로 옮겨와 없어진 300여 판을 새로 새겨 넣었다. 따라서 총 894판중 590여 판만이 조선시대에 새겨진 것이다. 1984년 후손에 의해 경기도 가평군에 장판각이 건립되어 경기도로 이관되었다.
조선 후기의 문헌학 및 인쇄사, 한문학 등을 연구하는데 중요 자료로 평가되고 있다.

## 갤러리

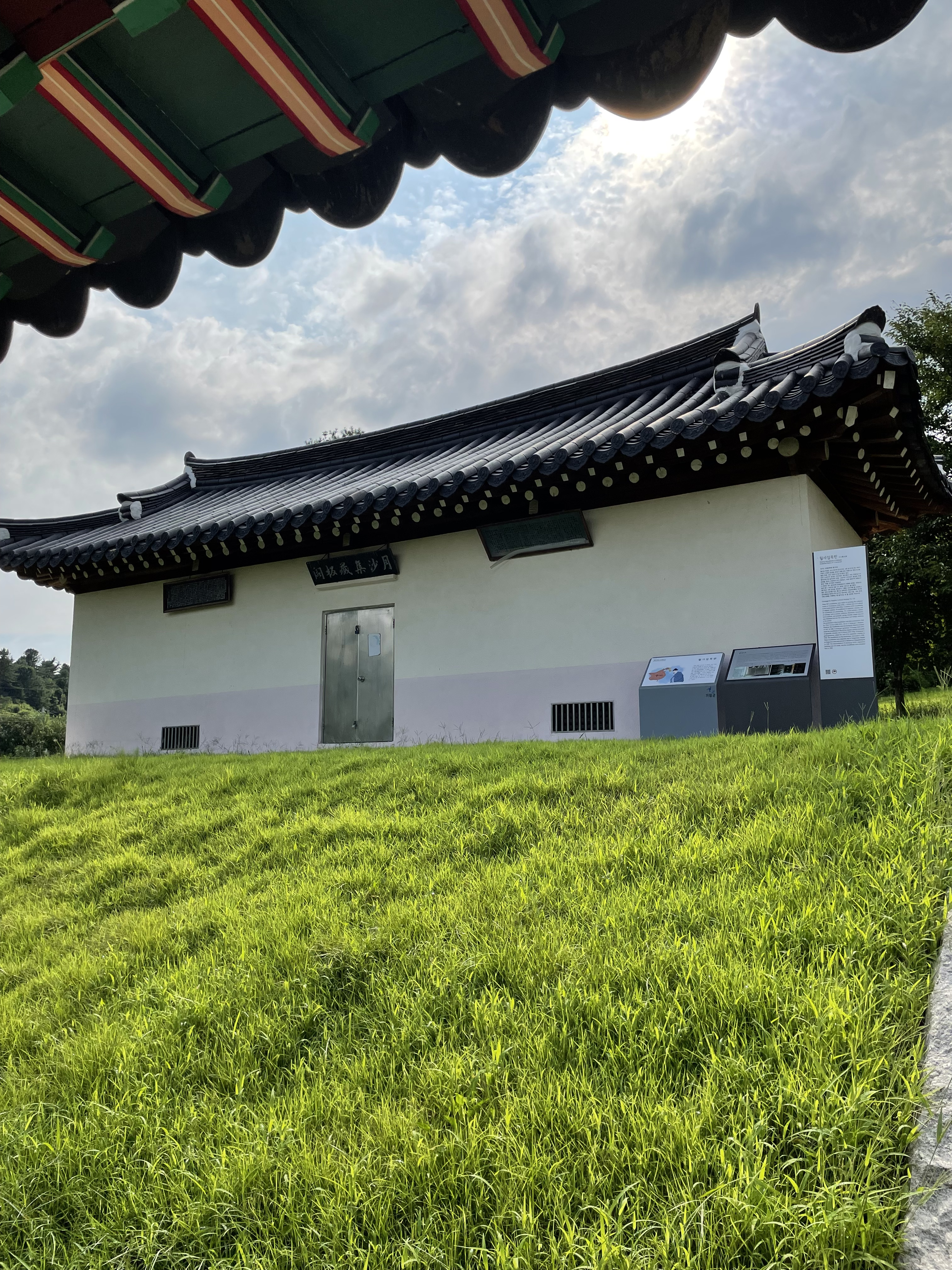

## 같이 보기
- 이정구
- 이정구선생묘 및 삼세신도비 - 경기도 기념물 제79호

## 참고 자료
- 월사집목판 - 국가유산청 국가유산포털